# إدواردو ستروفاي
إدواردو ستروفاي (بالإسبانية: Eduardo Struvay) مواليد 17 ديسمبر 1990، هو لاعب كرة مضرب كولومبي بدأ مسيرته كمحترف سنة 2007م يلعب باليد اليمنى ويحتل حالياً المرتبة رقم. 221 (07 مارس 2016) في تصنيف رابطة محترفي كرة المضرب. أعلى تصنيف له في الفردي كان المركز الـ 158 في سنة 2016م، وأعلى تصنيف له في الزوجي كان المركز الـ 147 في سنة 2015م.

## ألعاب أمريكا الوسطى والبحر الكاريبي

### زوجي: 1
| حصيلة  | رقم. | سنة  | المسابقة           | سطح | شريك                    | الخصم                                         | نتيجة     |
| ------ | ---- | ---- | ------------------ | --- | ----------------------- | --------------------------------------------- | --------- |
| الفائز | 1.   | 2014 | فيراكروز ، المكسيك | طين | </img> خوان كارلوس سبير | </img> سانتياغو غونزاليس </img> سيزار راميريز | 7-5 ، 6-3 |

### زوجي مختلط: 1
| حصيلة  | رقم. | سنة  | المسابقة              | سطح   | شريك                      | الخصم                                       | نتيجة           |
| ------ | ---- | ---- | --------------------- | ----- | ------------------------- | ------------------------------------------- | --------------- |
| الفائز | 1.   | 2018 | بارانكويلا ، كولومبيا | الصعب | </img> ماريا بولينا بيريز | </img> خوسيه أوليفاريس </img> كيلي ويليفورد | 7-6 (7-5) ، 6-2 |

## روابط خارجية
- إدواردو ستروفاي على موقع رابطة محترفي التنس (الإنجليزية)
- إدواردو ستروفاي على موقع الاتحاد الدولي لكرة المضرب (الإنجليزية)
- إدواردو ستروفاي على موقع خلاصة التنس.كوم (الإنجليزية)
- إدواردو ستروفاي على موقع إي إس بي إن.كوم (الإنجليزية)